# Louise Julie de Mailly-Nesle
Louise Julie de Mailly-Nesle (Párizs, 1710. – Párizs, 1751.), francia nemes kisasszony, udvarhölgy, XV. Lajos francia király egyik hivatalos szeretője.

## Élete
1710-ben született, Louis de Mailly (Nesle és Mailly márkija és Oránia hercege) és Armande Félice de La Porte Mazarin öt lánya közül az elsőként. A szülők 1709-ben kötöttek egymással házasságot.
Anyai nagyapja nem más volt, mint Paul Jules de La Porte (Mazarin és La Meilleraye hercege, akinek édesanyja, Hortense Mancini volt, Jules Mazarin bíboros egyik unokahúga)
Louise-nak, akit hajadonként csak Mailly grófnőjeként ismert környezete, még négy édestestvére született:
- Pauline Félicité (1712-1741), Nesle úrnője és Vintimille márkinéja
- Diane Adélaïde (1713. február 11 - 1760. február 20.), Montcavrel úrnője és Lauraguais hercegnéje
- Hortense Félicité (1715-1763), Chalon úrnője és Flavacourt márkinéja
- Marie Anne (1717. október 5 - 1744. december 8.), Monchy úrnője és La Tournelle márkinéja valamint Châteauroux hercegnéje

Az öt lánynak 1725-ben született még egy féltestvére is, Henriette de Bourbon, anyjuk szeretőjétől, Louis Henri de Bourbon-tól, Bourbon és Condé hercegétől.
Louise Julie 1726. május 31-én hozzáment kuzinjához, a 16 évvel idősebb Louis Alexandre de Mailly-hoz, aki sajnos 17 évnyi házasság után, 1743. július 30-án, 49 évesen elhunyt. Az esküvő után kis idővel a nagy szoknyavadász XV. Lajos francia király felfigyelt a szép fiatalasszonyra, s viszonyt kezdett vele, melyről a férj is tudott, s szemet hunyt fölötte. Habár Louise már 1732-től az uralkodó szeretője lett, a hivatalos királyi ágyas (maîtresse en titre) címet csak 1738-ban kapta meg. Az öt Nesle-nővér közül csak Hortense nem lett XV. Lajos szeretője. Louise után jött Pauline, Pauline után Diane, Diane után pedig Marie Anne. Marie Anne volt az, aki négyük közül a leginkább hatással volt Lajosra, s a legnagyobb politikai befolyásra tett szert a francia udvarban, míg Louise semmilyen téren nem akart visszaélni frissen szerzett hatalmával.
Amikor 1741-ben meghalt Louise húga, Pauline, aki nővérét követte királyi ágyasként, Madame de Mailly és XV. Lajos is őszintén meggyászolta őt, s nagyon megrázta őket az is, hogy Pauline felravatalozott holttestét a lázongó párizsi nép megcsonkította. Pauline halála után Richelieu bíboros nem akarta, hogy Louise ismét a király kegyeibe férkőzzön, s a miniszter már meg is találta a megfelelő lányt, akit el tudna képzelni Lajos következő kegyencnőjeként. Választása a legkisebb Nesle-nővérre, Marie Anne-ra esett, aki akkor már két éve özvegy volt. (Marie Anne 1734. június 19-én ment hozzá Jean Baptiste Louis Tournelle márkihoz.)
1742-ben, egy húshagyó kedden megrendezett álarcosbálon Richelieu megragadta az alkalmat és bemutatta a vonzó Marie Anne-t XV. Lajosnak, akit állítólag azonnal elbűvölt az özvegyasszony. A király már akkor rögtön szerette volna szeretőjévé tenni a csinos hölgyet, ám Marie Anne addigra egy másik férfival kezdett intim viszonyt, a nála három évvel fiatalabb Agénois hercegével (Emmanuel-Armand de Richelieu). A herceg Richelieu bíboros egyik unokaöccse volt, s Marie akármennyire is ambiciózus volt, Agénois-t még a király kedvéért sem volt hajlandó elhagyni, ezért a miniszter és Lajos tervet dolgoztak ki a herceg eltávolítására.
A bíboros szívesen játszotta a kerítő szerepét, mert tudta, hogy a néhai Pauline-hoz hasonlóan, a hatalomvágyó Marie Anne is sokkal több hasznára lesz diplomáciai szempontból, mint Louise. Hogy megszabaduljon riválisától, az uralkodó a bibliai Dávidhoz hasonlóan az itáliai harctérre vezényelte a herceget az osztrák sereggel együtt. (Dávid izraeli király egy férjes asszonyt ejtett teherbe, majd annak érdekében, hogy megszabaduljon Betsabé férjétől, csatába küldte Uriást.) Csakhogy Emmanuel túlélte a csatát egy sebesüléssel, és dicsőségben tért vissza a francia királyi udvarba. Az uralkodó először kétségbeesett a herceg visszatérésétől, viszont a kardinális egy leleményes ember volt, aki soha nem fogadta el könnyen a vereséget semmilyen téren.
Richelieu Languedoc-ba küldte unokaöccsét, ahol egy gyönyörű fiatal hölgy parancsot kapott a bíborostól, hogy csábítsa el a herceget Marie Anne-tól. Végül a bíboros különböző hazugságokkal a herceg ellen fordította Marie Anne-t, aki onnantól kezdve már kedvezően fogadta Lajos udvarlását. A négy Nesle-nővér közül, akik egymás után megfordultak a király ágyában, Marie Anne volt a legszebb és a legintelligensebb is, és sok energiát fektetett abba, hogy intrikáival két pártra ossza a francia királyság polgárait. Nem kívánt osztozkodni Louise-zal az uralkodón, teljesen át akarta venni nővére helyét Lajos szívében és ágyában is, mivel attól tartott, Pauline halála után a király majd vissza akarja fogadni szeretőjévé Madame de Mailly-t.
Lajos végül felajánlotta Louise-nak, hogy kinevezi őt felesége, Maria Leszczyńska királyné mellé udvarhölgynek, ám az asszony, nyilván féltékenységből, megparancsolta a grófnőnek, hogy hagyja el az udvart. Egy kolostorban talált menedékre, s onnantól kezdve már nagyon vallásos, visszavonult életet élt. 1751-ben, körülbelül 41 évesen hunyt el.  